# Let Your Love Flow
"Let Your Love Flow" is een nummer van het Amerikaanse duo Bellamy Brothers. Het nummer werd uitgebracht op hun debuutalbum gelijknamige debuutalbum uit 1976. Op 24 augustus van dat jaar werd het nummer uitgebracht als de debuutsingle van het duo.

## Achtergrond
"Let Your Love Flow" is geschreven door Larry E. Williams en geproduceerd door Phil Gernhard en Tony Scotti. Williams, oorspronkelijk een roadie voor Neil Diamond, schreef het nummer oorspronkelijk voor zijn werkgever, maar hij vond het geen goed idee om het op te nemen. Ook Johnny Rivers had al voor het nummer bedankt, voordat het in de herfst van 1975 voor het eerst werd uitgebracht door Gene Cotton.
David en Howard Bellamy waren al enige tijd studiomuzikanten tot een nummer dat David schreef, genaamd "Spiders & Snakes", in 1973 een hit werd voor Jim Stafford. Diens producer Gernhard bood de Bellamy Brothers hierop een contract aan om zelf muziek te gaan opnemen. David bracht in de herfst van 1975 de solosingle "Nothin' Heavy" uit. Op zijn opnamesessie zijn enkele leden uit de band van Neil Diamond te horen, waaronder drummer Dennis St John, die "Let Your Love Flow" aan de broers liet horen. Volgens Howard kwam St John "op een dag bij ons thuis langs en hij had de demo van 'Let Your Love Flow' bij zich en zei, 'Dit klinkt als iets dat jullie zouden maken.'" St John stuurde de demo naar Gernhard, die het de volgende dag op zijn kantoor voor David afspeelde. David belde vervolgens Howard op en vertelde dat hij het nummer moest horen. De broers namen het uiteindelijk op met de band van Diamond.
"Let Your Love Flow" was de debuutsingle van de Bellamy Brothers en werd direct een van hun grootste hits. In de Amerikaanse Billboard Hot 100 werd het een nummer 1-hit, en ook in Duitsland, Oostenrijk, Rhodesië, Zuid-Afrika en Zwitserland werd deze positie bereikt. In de UK Singles Chart behaalde het nummer de zevende plaats. In Nederland kwam de single tot de zesde plaats in zowel de Top 40 als de Nationale Hitparade, terwijl ook in Vlaanderen de zesde plaats in de voorloper van de Ultratop 50 werd gehaald. Volgens David werd het een hit in Europa nadat "er een aantal Nederlanders bij ons in de stad waren toen de single net was uitgebracht, en ons platenlabel gaf hen een kopie om mee naar huis te nemen, en zij stuurden het ook naar Duitsland".
"Let Your Love Flow" is gebruikt in de film Little Darlings en de televisieseries Swingtown en The Leftovers. In het Verenigd Koninkrijk werd het in 2008 gebruikt in een commercial voor Barclays, waardoor het opnieuw de hitlijsten betrad. Ditmaal kwam het tot plaats 21 in de UK Singles Chart. Verder is het nummer gecoverd door Joan Baez, Jürgen Drews (in het Duits als "Ein Bett im Kornfeld"), John Holt en Robby Longo. In Nederland bracht Piet Veerman een cover uit op zijn album In Between uit 1992. De Bellamy Brothers namen het zelf opnieuw op in samenwerking met Gölä voor hun gezamenlijke album The Greatest Hits Sessions uit 2010.

## Hitnoteringen

### Nederlandse Top 40
| Hitnotering: 13-03-1976 t/m 08-05-1976 | Hitnotering: 13-03-1976 t/m 08-05-1976 | Hitnotering: 13-03-1976 t/m 08-05-1976 | Hitnotering: 13-03-1976 t/m 08-05-1976 | Hitnotering: 13-03-1976 t/m 08-05-1976 | Hitnotering: 13-03-1976 t/m 08-05-1976 | Hitnotering: 13-03-1976 t/m 08-05-1976 | Hitnotering: 13-03-1976 t/m 08-05-1976 | Hitnotering: 13-03-1976 t/m 08-05-1976 | Hitnotering: 13-03-1976 t/m 08-05-1976 | Hitnotering: 13-03-1976 t/m 08-05-1976 |
| Week                                   | 1                                      | 2                                      | 3                                      | 4                                      | 5                                      | 6                                      | 7                                      | 8                                      | 9                                      |                                        |
| -------------------------------------- | -------------------------------------- | -------------------------------------- | -------------------------------------- | -------------------------------------- | -------------------------------------- | -------------------------------------- | -------------------------------------- | -------------------------------------- | -------------------------------------- | -------------------------------------- |
| Nummer                                 | 19                                     | 13                                     | 9                                      | 6                                      | 6                                      | 7                                      | 12                                     | 26                                     | 33                                     | uit                                    |

### Nationale Hitparade
| Hitnotering: 06-03-1976 t/m 01-05-1976 | Hitnotering: 06-03-1976 t/m 01-05-1976 | Hitnotering: 06-03-1976 t/m 01-05-1976 | Hitnotering: 06-03-1976 t/m 01-05-1976 | Hitnotering: 06-03-1976 t/m 01-05-1976 | Hitnotering: 06-03-1976 t/m 01-05-1976 | Hitnotering: 06-03-1976 t/m 01-05-1976 | Hitnotering: 06-03-1976 t/m 01-05-1976 | Hitnotering: 06-03-1976 t/m 01-05-1976 | Hitnotering: 06-03-1976 t/m 01-05-1976 | Hitnotering: 06-03-1976 t/m 01-05-1976 |
| Week                                   | 1                                      | 2                                      | 3                                      | 4                                      | 5                                      | 6                                      | 7                                      | 8                                      | 9                                      |                                        |
| -------------------------------------- | -------------------------------------- | -------------------------------------- | -------------------------------------- | -------------------------------------- | -------------------------------------- | -------------------------------------- | -------------------------------------- | -------------------------------------- | -------------------------------------- | -------------------------------------- |
| Nummer                                 | 22                                     | 18                                     | 14                                     | 12                                     | 8                                      | 6                                      | 10                                     | 17                                     | 30                                     | uit                                    |

### NPO Radio 2 Top 2000
| Nummer met noteringen in de NPO Radio 2 Top 2000 | '99  | '00 | '01 | '02 | '03  | '04  | '05  | '06  | '07  | '08  | '09  | '10  | '11  |
| ------------------------------------------------ | ---- | --- | --- | --- | ---- | ---- | ---- | ---- | ---- | ---- | ---- | ---- | ---- |
| Let Your Love Flow                               | 1315 | 675 | 746 | 915 | 1222 | 1086 | 1192 | 1418 | 1210 | 1186 | 1884 | 1720 | 1594 |

1. ↑  Een vetgedrukt getal geeft de hoogste notering aan.
2. ↑  Deze tabel is bijgewerkt tot en met de laatste editie (2024).